# Władysław Sosna

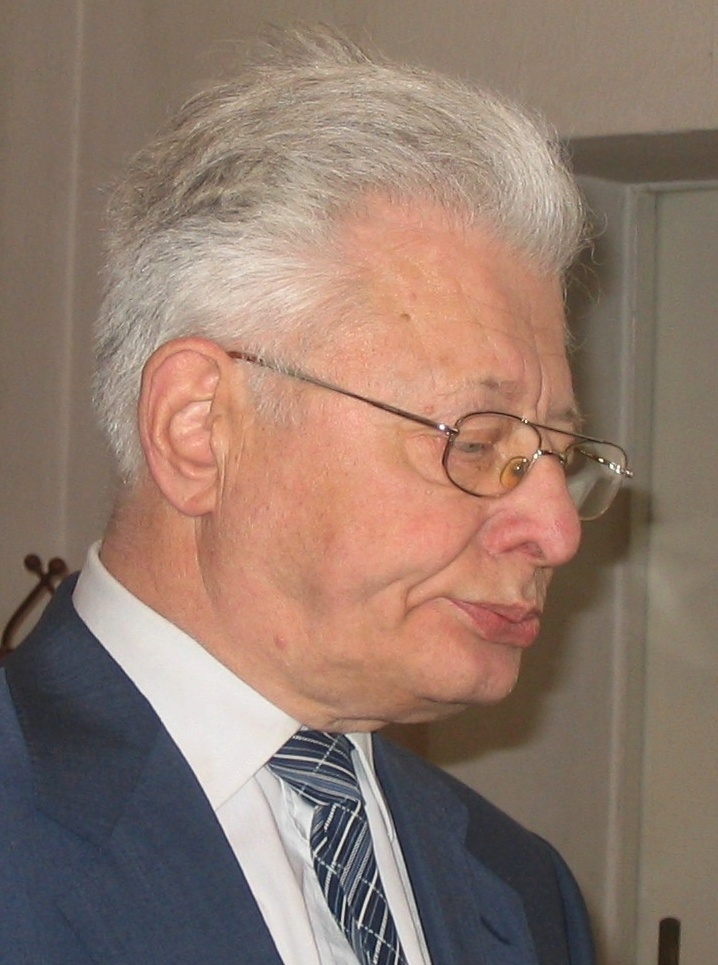
Władysław Sosna

Władysław Sosna (ur. 1933, zm. 19 sierpnia 2020) – polski inżynier mechanik, pedagog, krajoznawca, działacz turystyczny i społeczny związany z Ziemią Cieszyńską. Publicysta, autor monografii i przewodników turystycznych. Znawca dziejów kościoła ewangelickiego na Śląsku Cieszyńskim.

## Życiorys
Urodził się w 1933 r. w Cieszynie. Uzyskał maturę w cieszyńskim Technikum Mechaniczno-Elektrycznym, otrzymując tytuł technika mechanika. Absolwent Politechniki Śląskiej w Gliwicach w 1957 r., inżynier mechanik, od 1958 r. pracował w Fabryce Maszyn Elektrycznych „Celma” w Cieszynie, a od 1970 r. jako nauczyciel w macierzystym Technikum Mechaniczno-Elektrycznym. Działał w Polskim Towarzystwie Turystyczno-Krajoznawczym (członkostwo od 1952 r.), Macierzy Ziemi Cieszyńskiej i Polskim Towarzystwie Ewangelickim. Od 1989 r. był prezesem Oddziału Polskiego Towarzystwa Ewangelickiego w Cieszynie, w latach 2002–2007 był wiceprezesem Zarządu Głównego. Opublikował liczne przewodniki i opracowania turystyczne, przede wszystkim poświęcone Ziemi Cieszyńskiej. Publikował w prasie krajoznawczej i ewangelickiej, był inicjatorem wznowień ważnych publikacji regionalnych. Odznaczony m.in. Krzyżem Kawalerskim Orderu Odrodzenia Polski i Medalem Komisji Edukacji Narodowej.
Został laureatem ustanowionej przez Zarząd Główny PTTK Nagrody Literackiej im. Władysława Krygowskiego za rok 2015.
15 września 2017 r. XIX Walny Zjazd PTTK nadał mu godność Członka Honorowego PTTK.
Zmarł 19 sierpnia 2020.

## Wybrane publikacje książkowe
- Ziemia Cieszyńska. Przewodnik turystyczno-krajoznawczy, Katowice 1974 (wspólnie z żoną Emilią).
- Ustroń, Wisła, Szczyrk i okolice, Warszawa 1977.
- Beskid Śląski i Żywiecki, mapa turystyczna 1:75000, Wrocław 1978–1998 (17 wydań).
- Od PTT do PTTK na Ziemi Cieszyńskiej, Cieszyn 1985 (redakcja).
- Wisła. Miasto u stóp Baraniej Góry, Bielsko-Biała 1990 (współautor: Jan Krop).
- Dookoła Beskidu Śląskiego, Katowice 1992.
- Cieszyn, przewodnik krajoznawczy, Cieszyn 1993 (I nagroda na Biennale Książki Turystycznej).
- Historia parafii ewangelicko-augsburskiej w Golasowicach, Cieszyn 1993.
- Przez góry i przełęcze Beskidu Śląskiego, Katowice 1996.
- Kartki z dziejów Kościoła Jezusowego i polskich ewangelików w Cieszynie, Cieszyn 1999.
- Kościół Jezusowy w Cieszynie (mały przewodnik), Cieszyn 2002.
- 50 lat przewodnictwa PTTK na Ziemi Cieszyńskiej, Cieszyn 2002.
- 20 lat Oddziału Polskiego Towarzystwa Ewangelickiego w Cieszynie (1984–2004), Cieszyn 2004.
- Cieszyn, Przewodnik krajoznawczy, wyd. II, Cieszyn 2005.
- Kościół Jezusowy wśród sześciu kościołów łaski na Śląsku, Cieszyn 2009 (współautor: H. Dominik).
- Following the traces evangelicals in Cieszyn, Cieszyn 2009.
- 25 lat Oddziału Polskiego Towarzystwa Ewangelickiego w Cieszynie. Pamiętnik, Cieszyn 2010.
- Śladami pamiątek ewangelików cieszyńskich (materiały sesji popularno-naukowej PTEw), Cieszyn 2010 (redakcja).
- Wędrówka wśród mogił, Cieszyn 2010 (2. wyd.).
- Barwy luteranizmu na Śląsku Cieszyńskim. Wybór prac, Katowice 2015[4][5] (ISBN 978-83-942312-0-0).

## Wybrane prace wznowione z inicjatywy i pod redakcją Władysława Sosny
- Paweł Stalmach, Pamiętniki (reprint), Cieszyn 1991.
- ks. dr Andrzej Wantuła, Ks. Jerzy Trzanowski życie i dzieło (reprint), Cieszyn 1992.
- ks. Jan Muthman, Wierność Bogu i cesarzowi czasu powietrza morowego należąca (reprint), Cieszyn 1997.
- ks. Antoni Macoszek, Przewodnik po Śląsku Cieszyńskim (reprint), Cieszyn 2001.
- Jan Wantuła, Pamiętniki, Cieszyn 2003.
- Jan Śliwka, Historia wiary ewangelickiej, Cieszyn 2008.
- ks. dr Jan Pindór, Ewangelicki Kościół Jezusowy. Krótki pogląd na jego losy, Cieszyn 2008.